# 1819 w polityce

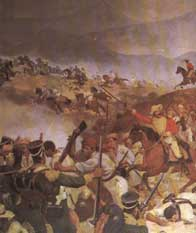
Bitwa nad rzeką Boyacá

Wydarzenia polityczne w 1819 roku.

## Wydarzenia
- 22 lutego - Traktat Adams-Onis: USA odkupują od Hiszpanii Florydę za 5 mln dolarów i potwierdzenie praw Hiszpanii do Teksasu[1].
- 7 sierpnia Bitwa nad rzeką Boyacá(inne języki). Simon Bolivar pokonał Hiszpanów[2].
- 10 sierpnia - Patrioci dowodzeni przez Bolivara wkraczają do Bogoty, stolicy Nowe Grenady i uwalniają wicekrólestwo spod hiszpańskiej władzy kolonialnej[3].
- 17 grudnia - proces dekolonizacyjny Ameryki Południowej: proklamacja Wielkiej Kolumbii, federalnego państwa Nowej Granady i Wenezueli[4].

## Urodzili się
- David Bower, polityk australijski[5].
- 26 sierpnia Albert, książę Wielkiej Brytanii i Irlandii, mąż królowej Wiktorii[6].
- 14 listopada John Franklin Armstrong, polityk amerykański z Teksasu[7].
- 16 grudnia James William Carmichael, kanadyjski polityk[8].

## Zmarli
- 20 stycznia Karol IV Burbon, król Hiszpanii[9].
- 5 lutego Hannah Van Buren, żona prezydenta Stanów Zjednoczonych Martina Van Burena[10].
- Franciszek Ksawery Branicki, współtwórca konfederacji targowickiej, uznany za zdrajcę[11].